# Arnhemia (género)
Arnhemia (género) é um género botânico pertencente à família Thymelaeaceae...